# Areca ipot
Areca ipot Becc., 1909 è una pianta appartenente alla famiglia delle Arecacee, enedemica delle Filippine.

## Conservazione
La Lista rossa IUCN classifica Areca ipot come specie in pericolo di estinzione (Endangered).